# Liber de nymphis, sylphis, pygmaeis et salamandris
Il Liber de nymphis, sylphis, pygmaeis et salamandris, et de caeteris spiritibus è un trattato di Paracelso, edito postumo nel 1566, sulle quattro specie di esseri elementali che rendono possibili la vita e le leggi della natura. Come spiega l'autore nell'incipit:
(Paracelso, trad. it. in Scritti alchemici e magici, Genova, Phoenix, 1991)

## Le quattro specie
Secondo Paracelso, la natura sarebbe popolata da questi quattro tipi di esseri o creature invisibili, ognuno dei quali è preposto ai quattro elementi classici appartenenti alla tradizione della filosofia della natura, cioè acqua, aria, terra e fuoco.
Costoro non possederebbero le caratteristiche umane carnali, e neppure quelle spirituali eterne proprie degli angeli e degli esseri divini, bensì parteciperebbero di una natura intermedia:
(Paracelso )
Si tratterebbe dunque di un popolo che condivide con gli uomini la vita e la dimora sulla Terra, composto da individui «inafferrabili come gli spiriti; però bisogna aggiungere che il Cristo, nato e morto per riscattare gli esseri dotati di anima e discendenti da Adamo, non ha riscattato queste creature che non hanno un'anima e non discendono da lui».
(Paracelso )
I nomi che Paracelso assegna a queste creature sono quelli della tradizione folcloristica e alchemica, sebbene egli dubiti che siano gli stessi «di cui esse si servono tra loro, ma penso che ad esse li abbiano dati persone che non hanno conversato con loro, tuttavia, dato che sono in uso tra noi, li conserverò, benché si possano anche chiamare Ondine le creature dell'acqua, Silvestri quelle dell'aria, Gnomi quelle della terra e Vulcani quelle del fuoco».
Egli tiene in ogni caso a sottolineare la loro indole buona e le loro funzioni di difesa della natura.

### Gnomi
Gli Gnomi sono le creature legate all'elemento terra, come indicherebbe l'etimologia, la quale secondo Paracelso deriva dal greco antico gnòme, che significa «insegnamento», dalla stessa radice di gnomòn, «colui che conosce». Gli Gnomi infatti sono avidi di conoscenza, che essi ottengono penetrando nei segreti dei minerali e delle piante, muovendosi con estrema agilità all'interno del terreno. Essi avrebbero timore però della luce del sole perché potrebbe farli tramutare in statue di pietra. Sempre secondo Paracelso, «sono alti circa due spanne, ma possono estendere o allungare la propria forma fino ad apparire giganti».
Vi sono Gnomi amichevoli ma anche di natura malvagia; quelle di sesso femminile vengono chiamate «Gnomide». La descrizione di Paracelso alimenterà l'immagine folcloristica degli Gnomi quali abitanti delle viscere della terra, abili ad apprenderne i misteri e ad estrarne i tesori.

### Silfidi
Le Silfidi sono gli esseri legati all'elemento aria; creature alate e leggere, sono solite appropriarsi delle parole che sentono pronunciare all'aria aperta per ripeterle tutt'intorno. Il corrispettivo maschile della Silfide è chiamato da Paracelso «Silfi». Si tratta tuttavia di una razza le cui coppie non possono riprodursi, perché per farlo avrebbero bisogno di un'anima. Pur essendo timidi, le Silfidi tenderebbero perciò ad accoppiarsi con gli umani, dando vita a ibridi, che crescerebbero poi nell'ambito del popolo degli elementali.
Le Silfidi sono descritte da Paracelso come di animo benevolo, poste a guardia di rocce e della superficie terrestre; possono però vendicarsi a seguito di torti, inganni e indebita curiosità da parte degli uomini.

### Ondine
Le Ondine, o gli Ondini, pur dall'aspetto prevalentemente femminile, sono gli spiriti acquatici, che dimorano in genere nei laghi, nelle foreste e nelle cascate. Secondo Paracelso, le loro voci meravigliose possono essere udite alle volte come se si sovrapponessero allo scrosciare dell'acqua. Tra le creature invisibili sono le più propense ad avvicinarsi agli uomini per unirsi a loro e ottenere così un'anima. Paracelso si sofferma su una descrizione delle Melusine, figure popolari dei racconti medievali sulle Ninfe:
(Paracelso, trattato IV)

### Salamandre
Le Salamandre, chiamate anche Vulcani o Etnee, sono le creature legate all'elemento fuoco. Paracelso le presenta come lunghe, agili e snelle. Abitano soprattutto in prossimità dei vulcani, sin da tempi remoti. Il rumore di sottofondo proveniente dalla profondità dei crateri consiste nella loro attività di operosa edificazione delle proprie dimore, ad esempio sull'Etna, dove Paracelso afferma di averne sentito le grida.
Hanno l'aspetto di lingue di fuoco o di globi luminosi, ma parlano raramente e con grande sforzo dei loro segreti, preferendo la compagnia delle vecchie e delle streghe.

## Altri spiriti
Gli altri spiriti invisibili sono quegli ibridi che nascono dall'unione tra un umano e un essere elementale. Paracelso chiama Sirene o Sireni gli incroci tra uomini e Ondine, oppure tra donne e Ondini. I discendenti di un essere umano ed un Silfo o una Silfide sono chiamati Giganti, mentre dagli accoppiamenti con gli Gnomi nascono i Nani, e da quelli con le Salamandre le Micce.

## Fortuna
Paracelso inaugurò un filone di indagine esoterica sugli esseri elementali ripreso più di un secolo dopo dal monaco francese Nicholas Henry Montfaucon de Villars, che nel 1670 pubblicò la sua prima opera, Le Comte de Gabalis, ou entretiens sur les sciences secrètes, che attingeva a piene mani dal trattato De nymphis, sylphis, pygmaeis et salamandris.
Dal Villars avrebbe attinto a sua volta l'italiano Giuseppe Francesco Borri nella stesura de La chiave del Gabinetto, edito a Colonia nel 1681.
Adalberto Pazzini, docente di storia della medicina, sostenne che Paracelso fu un «devoto seguace» di Marsilio Ficino, condividendone la visione cristiana di un universo pregno di vitalità in ogni sua parte, riconciliata col panteismo pagano:
(A. Pazzini )